# Insero Horsens
Insero Horsens, tidligere kaldet Energi Horsens, er en dansk fond med base i Horsensområdet, der har som formål at investere i projekter, virksomheder, iværksættere og uddannelse inden for innovation, energi og kommunikationsteknologi i området mellem Horsens, Hedensted, Vejle og Juelsminde.
Fonden blev oprettet 1. januar 2008 som Energi Horsens. I maj 2012 skiftede fonden navn til Insero Horsens. Insero Horsens har etableret selvstændige datterselskaber i de seneste år, som alle bærer Insero-navnet. Fonden havde i perioden 2015-2018 mellem 104 og 117 ansatte, men seneste antal ansatte fra 2019 har vist et fald til 84 ansatte.

## Navn
Ordet ”Insero” stammer fra latin og betyder ”at så, at pode”. Navnet repræsenterer fondens ønske om at ”så nogle frø”, som bidrager til at innovationskraften i lokalområdet styrkes. Desuden bruges navnet af de fleste datterselskaber, således at Insero fremstår som en samlet koncern.

## Stiftelsen
Insero Horsens blev stiftet som en forening d. 1. januar 2008. Det skete som et resultat af fusionen mellem det daværende elselskab Energi Horsens A.m.b.a og energiselskabet NRGi. Her havde Energi Horsens A.m.b.a en merværdi i forhold til NRGi, og repræsentantskabet i Energi Horsens A.m.b.a besluttede derfor at placere merværdien i en forening – det nuværende Insero Horsens.

## Investeringer

### Sport og kultur
Insero Horsens investerer i både små og store sportsprojekter fra talentudvikling og sponsorater til udstyr og materialer.
Insero Horsens’ sponsorerer blandt andre sejleren Anne Marie Rindom, og basketballklubben Horsens IC på både bredde og elite niveau. Fonden har også hjulpet lokale idrætsklubber som for eksempel Stensballe Gymnastik Forening med ny nedspringsmåtte, og As Idrætsforening med etablering af multibane.
Af kulturelle tiltag har fonden investeret i blandt andet Juelsminde run, Beringsstafetten, Display Festival, Glud Museum og Horsens Teaterfestival.

### Fokus på naturvidenskab
Fonden støtter naturvidenskabelig forskning gennem investering i relevante Ph.D projekter og forsknings- og udviklingsprojekter. Desuden afholder fonden hvert år konferencen ”Naturfagene ud af boksen” for naturfaglige undervisere fra hele landet, og ”Summer Science Camp” for børn og unge. Hvert år uddeler Insero Horsens legater til unge naturfaglige talenter fra lokalområdet. Insero Horsens investerer venturekapital i iværksættere inden for energi og IT. Fonden har blandt andre investeret i virksomheden Trusted, der tilbyder trackingløsninger, som kan hjælpe virksomheder med logistikoptimering og lokalisering af varer og materialer, samt virksomheden Brainreder, der har udviklet et teknologisk værktøj, der kan registrere anormaliteter i hjernen på et tidligt stadie.
Insero Horsens engagerer sig i udviklingen af innovationsmiljøer som Vitus Bering Innovation Park i Horsens og Green Tech Center i Vejle. Miljøerne har fokus på udvikling, demonstration, produktion og kommercialisering af nye teknologier.

## Datterselskaber
Insero Horsens etablerede i 2008 Insero og sidenhen datterselskaberne TADAA!, Best Green og Insero Software. Samlet set kaldes Insero Horsens, Insero og datterselskaberne for Insero koncernen. Indtægterne i Insero og datterselskaberne geninvesteres i at skabe vækst og udvikling.
- Insero er en udviklings- og rådgivningsvirksomhed, der hjælper private virksomheder og offentlige institutioner mod grønnere løsninger i form af intelligent integration af energisystemer og services.
- TADAA! Tilbyder delebiler på el til boligområder såsom boligforeninger og boligkvarterer. Med et månedligt abonnement kan medlemmer af TADAA! booke en bil, når de har brug for den.
- Best Green tilbyder varmepumper til private, virksomheder og kommuner. Best Green leverer, installerer og drifter varmepumpeløsningen for sine kunder, der betaler et årligt abonnement.
- Insero Software leverer softwareløsninger til lufthavne og leverandører af lufthavnstjenester verden over.